# Macandrevia vanhoffeni
Macandrevia vanhoffeni är en armfotingsart som beskrevs av Blochmann 1906. Macandrevia vanhoffeni ingår i släktet Macandrevia och familjen Zeilleriidae. Inga underarter finns listade i Catalogue of Life.